# Canon EOS 650
Canon EOS 650 — малоформатный однообъективный зеркальный фотоаппарат с пассивным фазовым автофокусом, первый в серии EOS компании Canon. Поступил в продажу 1 марта 1987 года (в год 50-летия Canon). Производство прекращено в 1989 году.
EOS 650 положила начало серии зеркальных фотоаппаратов Canon EOS, выпускающейся до сегодняшнего дня. Камера поддерживала новый на тот момент байонет EF, который позволял производить автофокусировку при помощи электрического привода, встроенного в объектив, а не в камеру. Предыдущие крепления объективов (серия FD) не совместимы с байонетом EF. Байонет EF поддерживается всеми последующими фотоаппаратами серии EOS, в том числе и цифровыми.
EOS 650 также стала первой камерой, использующей микропроцессор BASIS, разработанный компанией Canon.
Основу конструкции составлял ламельный затвор с вертикальным движением металлических шторок. Диапазон выдержек — от 1/2000 до 30 секунд с синхронизацией электронных вспышек на 1/125 секунды.